# Han jobbar i affär
Han jobbar i affär, skriven av Anders Hansson och Orup, är en poplåt som Lena Philipsson framförde på albumet "Jag ångrar ingenting" 2005.

## Singel
Singeln släpptes den 30 november 2005, och placerade sig som bäst på nionde plats på den svenska singellistan.

### Låtlista
1. Han jobbar i affär - 3:50
2. Han jobbar i affär (Instrumental) - 3:48

### Listplaceringar
Melodin testades på Svensktoppen, där den låg i 16 veckor under perioden 18 december 2005–2 april 2006, med tredjeplats som bästa placering där innan den lämnade listan.
Melodin testades på Tracks, där den gick in på 19:e plats den 17 december 2005. Kommande omgång var den dock utslagen.
| Lista (2005-2006) | Topplacering |
| ----------------- | ------------ |
| Sverige           | 9            |